# Mesogis
Mesogis o Messogis (Μεσωγίς, Μεσσωγίς) fou la serralada muntanyosa principal de Lídia, pertanyent al tronc de les muntanyes del Taure, i estenent-se cap al nord del riu Meandre al qual baixaven nombrosos rierols que naixien a aquestes muntanyes, entre Celaenae i Mícale.
Actualment, queda situada a la província d'Aydin de Turquia.